# Łasuch literacki
Łasuch literacki, czyli ulubione potrawy moich bohaterów – przepisy kulinarne i wnikliwe komentarze – książka Małgorzaty Musierowicz, zawierająca przepisy na potrawy, które jedzą bohaterowie cyklu powieściowego Jeżycjada oraz uwagi odnośnie do postaci i wydarzeń z jej książek. Przepisy pochodzą ze zbiorów Małgorzaty Musierowicz i były przez nią wykorzystywane. Dzieło zawiera ilustracje wykonane przez autorkę.

## Treść
Książka obejmuje potrawy (dania obiadowe, ciasta, desery) spożywane przez bohaterów Jeżycjady w sześciu pierwszych tomach:
- w domu Żaków w Szóstej klepce,
- u Mamertów w Kłamczusze,
- u Borejków w Kwiecie kalafiora,
- u pana Paszkieta w Idzie sierpniowej,
- u różnych bohaterów Opium w rosole,
- oraz sernik Kłamczuchy z Brulionu Bebe B..